# Haibach ob der Donau
Haibach ob der Donau è un comune austriaco di 1 294 abitanti nel distretto di Eferding, in Alta Austria.